# Британско-коморские отношения
Британско-коморские отношения — двусторонние дипломатические отношения между Великобританией и Коморами. Отношения были установлены 3 октября 1977 года.

## История отношений
Отношения между странами были установлены 3 октября 1977 года.
В феврале 2019 года пять африканских стран подписали соглашение о коммерческой непрерывности с Великобританией, которое может сэкономить им более 60 миллионов долларов в год. Соглашение было подписано с Коморскими Островами, Сейшельскими островами, Мадагаскаром, Маврикием и Зимбабве, и призван обеспечить продолжение торговых отношений между пятью африканскими странами и Соединёнными Королевством.

## Торговля

### Экспорт Великобритании на Коморы
В 2021 году Великобритания экспортировала на Коморы 1,97 миллиона долларов. Основные продукты экспорта на Коморы: мясо птицы (1,25 миллиона долларов), лабораторные реагенты (123 тысячи долларов) и электрические батареи (104 тысячи долларов). За последние 26 лет экспорт Великобритании на Коморские острова снизился в годовом исчислении на 6,32%, с 10,8 млн долларов в 1995 году до 1,97 млн долларов в 2021 году.

### Экспорт Комор в Великобританию
В 2021 году Коморы экспортировали в Великобританию 755 тысяч долларов. Основные продукты экспорта в Великобританию: эфирные масла (661 тысяча долларов), гвоздика (80,8 тысяч долларов) и ваниль (9,22 тысячи долларов). За последние 26 лет экспорт Коморских Островов в Великобританию увеличился в годовом исчислении на 1,9%, с 462 тысяч долларов в 1995 году до 755 тысяч долларов в 2021 году.

## Дипломатические миссии
- У Великобритании есть аккредитованное посольство в Антананариву, Мадагаскар[5]
- У Комор есть генеральное консульство в Манчестере[6] и консульство в Лондоне[7]